# Mesosa setulosa
Mesosa setulosa là một loài bọ cánh cứng trong họ Cerambycidae.